# Seat Trans

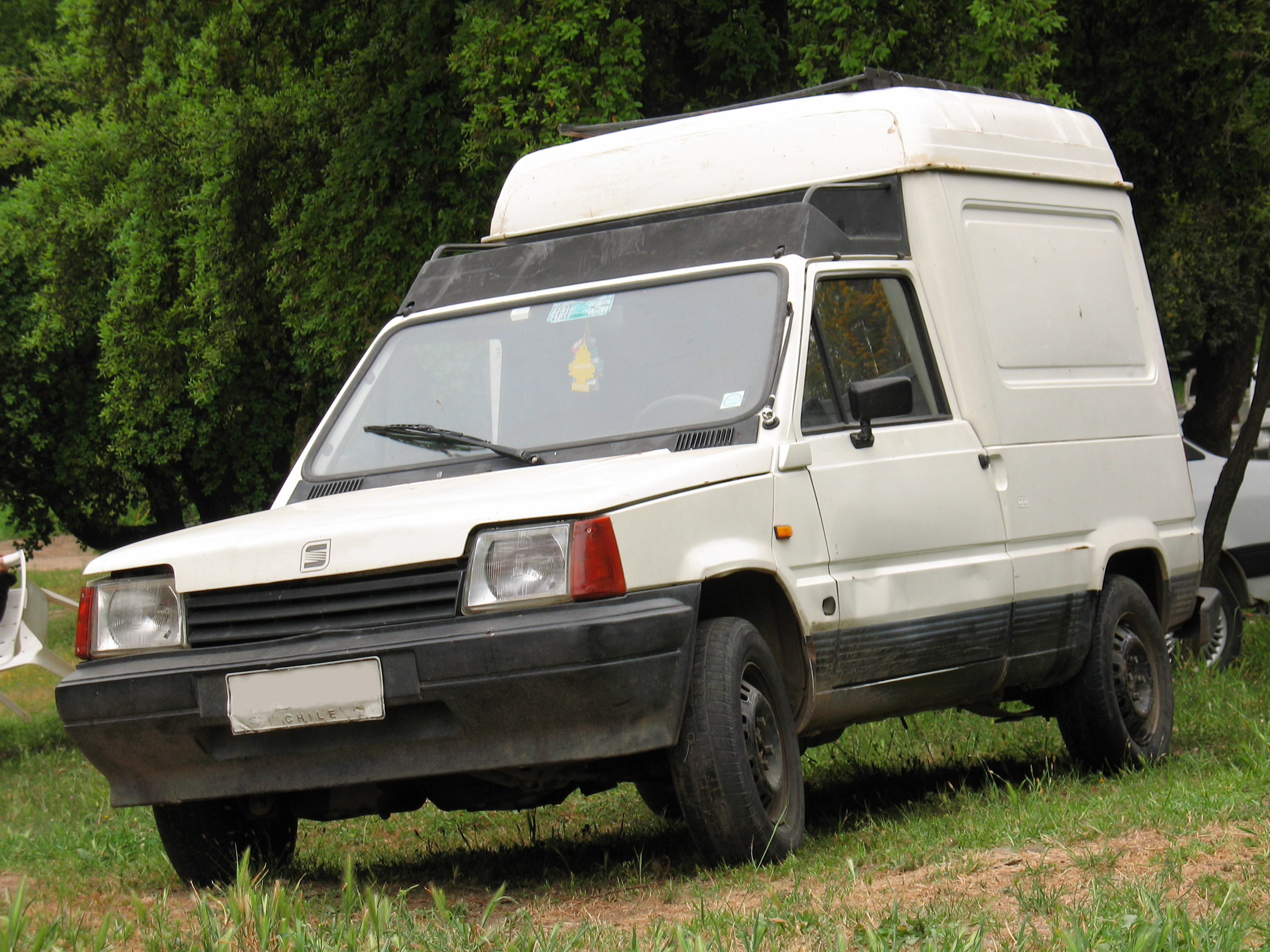
Seat Terra

La Seat Trans, devenue Seat Terra en 1986, est une fourgonnette produite par Seat de 1980 à 1995 et développée sur la base de la Seat Marbella.

## Présentation
Ce véhicule a été développé spécifiquement pour le constructeur espagnol. Il n'existe aucune version de ce type dérivée de la Fiat Panda italienne. Il repose sur la robuste plateforme de la Panda (code projet 141) lancée en janvier 1980 en Italie. La carrosserie arrière reprend le concept mis au point pour le Fiat Fiorino de 1977 qui reposait sur la base de la Fiat 127. La variante utilitaire de la Fiat Panda est la version Van développée selon un cahier des charges établi par la SIP (devenue Telecom Italia) et l'ENEL (équivalent de EDF en Italie).
Lorsque les relations techniques et commerciales ont été rompues avec Fiat en 1982, SEAT a dû modifier "visiblement" tous ses modèles. Condamné pour plagiat pour ne pas l'avoir suffisamment fait sur les modèles Seat Fura (ex Seat 127) et Seat Ronda (ex Ritmo), Seat, passé dans le giron de Volkswagen, fut obligé de renégocier avec Fiat Auto l'accord de licence pour la Panda qui restera inchangée jusqu'en 1986. La version Trans de la Panda faisait également partie de cette prolongation de licence.
Après cette date, la Panda espagnole "bénéficia" (ou fut affublée) de quelques retouches esthétiques sur les faces avant et arrière et fut baptisée Marbella. La fourgonnette Trans hérita des mêmes modifications et fut rebaptisée Terra.

## Motorisation
La partie mécanique reprend celle de la Panda 45 avec le moteur de 903 cm3 revu pour fonctionner à l'essence normale, à bas taux d'octane, comme l'on trouvait en Espagne à l'époque. Sa puissance était limitée à 42 ch DIN.

## Production
La production totale par an des Seat Panda/Marbella et Seat Trans/Terra  a été la suivante : 
| Modèle     | 1980 à 1985 | 1986   | 1987   | 1988   | 1989   | 1990   | 1991   | 1992   | 1993   | 1994  |
| ---------- | ----------- | ------ | ------ | ------ | ------ | ------ | ------ | ------ | ------ | ----- |
| Seat Trans | 82.832      |        |        |        |        |        |        |        |        |       |
| Seat Terra | —           | 18.444 | 18.238 | 24.925 | 22.007 | 35.430 | 22.198 | 25.034 | 10.626 | 6.517 |